# Parachartergus fraternus
Parachartergus fraternus is een vliesvleugelig insect uit de onderfamilie veldwespen (Polistinae).
Parachartergus fraternus is een eusociale soort die een kolonie leeft en nectar verzamelt uit bloemen. Van deze soort is ook wel bekend dat insecten die honingdauw afscheiden worden bezocht om het suikerrijke goedje op te zuigen. Dit is onder andere beschreven bij bochelcicaden. Ook van de verwante soort Parachartergus apicalis is een dergelijk gedrag beschreven.